# Cavia (emlősnem)
A Cavia az emlősök (Mammalia) osztályának a rágcsálók (Rodentia) rendjébe, ezen belül a tengerimalacfélék (Caviidae) családjába tartozó nem.

## Rendszerezés
A nembe az alábbi 6 élő faj tartozik:
- alföldi tengerimalac (Cavia aparea) Erxleben, 1777
- Cavia fulgida Wagler, 1831
- Cavia intermedia Cherem, Olimpio, & Ximenez, 1999
- Cavia magna Ximinez, 1980
- tengerimalac (Cavia porcellus) Linnaeus, 1758 – típusfaj
- Cavia tschudii Fitzinger, 1857